# جوبيتر للطيران
جوبيتر للطيران هي شركة طيران عراقية خاصة، تأسست في عام 1996، وقامت بأول رحلة ركاب مدنية دولية من دبي إلى مطار بغداد الدولي في 26 سبتمبر 2004 .

## الأسطول
| نوع الطائرة   | العدد | الطلبيات |
| ------------- | ----- | -------- |
| بوينغ 737-300 | 2     | 0        |

## وصلات خارجية
- جوبيتر للطيران